# Rubén Oscar Franco
Rubén Oscar Franco (Adrogué, 8 de agosto de 1927- Buenos Aires, 28 de mayo de 2025) fue un militar argentino que ejerció el cargo de miembro de la Junta Militar entre 1982 y 1983. Representando a la Armada Argentina, asumió el poder tras la guerra de las Malvinas y lo entregó al gobierno constitucional presidido por Raúl Alfonsín.
Franco asumió el título de Almirante tras la decisión del ejército de disolver la dictadura militar que estaba sufriendo Argentina en ese momento.

## Trayectoria como militar
Siendo capitán de navío, Rubén Franco fue desde junio de 1977 hasta enero de 1978, jefe del Estado Mayor del Comando de Operaciones Navales.
Fue titular de la Secretaría de Información Pública de la Presidencia entre el 1 de febrero y el 12 de diciembre de 1978.
Desde febrero de 1979 hasta enero de 1980, fue el subjefe de Operaciones del Estado Mayor General Naval. A partir de 1980, siendo contraalmirante, estuvo al frente de la Dirección General de Personal Naval.

### Comandancia de la Armada Argentina
El 1 de octubre de 1982, pocos meses después de la derrota militar argentina en la guerra de las Malvinas, el almirante Jorge Isaac Anaya pasa a retiro y nombra al vicealmirante Rubén Oscar Franco al frente de la comandancia de la marina de guerra argentina, ascendiendo automáticamente al rango de almirante.
Rubén Franco pasa a retiro el día sábado 10 de diciembre de 1983, y el 16 de diciembre de 1983, seis días después del retorno de la democracia en la República Argentina, el presidente Alfonsín nombra al contralmirante Ramón Antonio Arosa como comandante de la Armada Argentina.

## Enjuiciamientos
Los integrantes de la última Junta militar no fueron procesados en 1985 en el Juicio a las Juntas ya que no estaban incluidos en el decreto del presidente Alfonsín que ordenó la promoción del juicio, pero han sido enjuiciados por la firma del llamado Documento Final sobre la Lucha contra la Subversión y el Terrorismo y la sanción de una ley de autoamnistía, debido a que ello habría significado el encubrimiento del secuestro de niños.

### Pedido de extradición desde España
En 1997 el juez español Baltasar Garzón solicitó la detención y extradición de 45 militares argentinos, entre ellos Rubén Franco, y un civil a quienes procesó por genocidio, terrorismo de Estado y torturas a presos políticos durante el régimen de facto que gobernó en Argentina entre 1976 y 1983, pero el pedido fue rechazado varias veces por el gobierno argentino alegando el principio de territorialidad. El 27 de julio de 2003 el decreto 420/03 del presidente Néstor Kirchner modificó ese criterio y ordenó la "obligatoriedad del trámite judicial" abriendo así el camino a la extradición efectiva de los militares requeridos. En agosto del mismo año el entonces presidente de España José María Aznar ordenó no continuar esos trámites de extradición pero esta decisión fue anulada por la Corte Suprema de España en 2005, ordenando en consecuencia continuar con los pedidos de extradición.

### Apropiación de menores
Con posterioridad, el almirante (R) Rubén Franco también fue enjuiciado por otros delitos relacionados con la apropiación de menores durante el Proceso de Reorganización Nacional, estos crímenes no estaban alcanzados por los indultos.
El 5 de julio de 2012 el tribunal que lo juzgó lo absolvió de los cargos que se le imputaban.

## Nuevo juicio
En marzo de 2013 se inició un nuevo juicio en el cual se unificaron diferentes tramos de la megacausa ESMA.
En 2016 Franco todavía está siendo juzgado nuevamente acusado de los delitos de privación ilegal de la libertad, aplicación de tormentos, y tormentos seguidos de muerte, por los casos de 12 víctimas. Estos delitos son agravados por su condición de funcionario público.